# Joaquín Malats
Joaquín Malats y Miarons (San Andrés de Palomar, 5 de marzo de 1872-Barcelona, 22 de octubre de 1912) fue un pianista y compositor español.

## Biografía

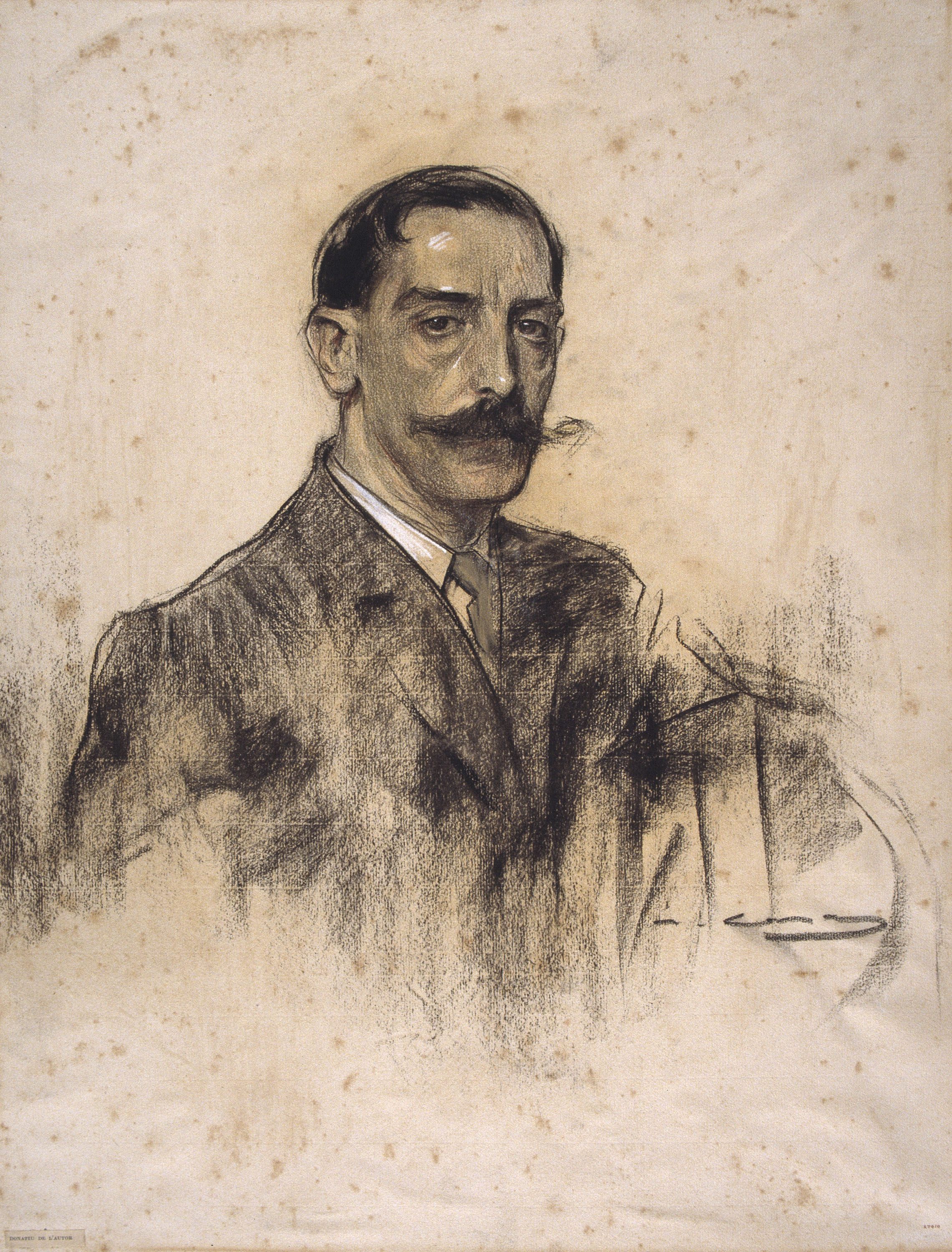
Malats visto por Ramon Casas (MNAC).

Estudió con Juan Bautista Pujol en el Conservatorio Municipal de Música de Barcelona. Tras debutar con catorce años (1886), amplió sus estudios en el conservatorio de París, donde ganó el primer premio de piano y el premio Diémer en 1903. Actuó por toda España, Francia y Portugal con un éxito extraordinario. Estrenó una gran parte de la obra maestra de Isaac Albéniz: Iberia.
Como compositor escribió Impresiones de España, suite para gran orquesta, una Serenata española, un trío para piano, violín y violonchelo, y diferentes obras para piano: mazurcas, danzas, serenatas, Babillage y Vals Caprice.
En el Museo de la Música de Barcelona se conservan artículos de prensa, un epistolario con Isaac Albéniz y una amplia colección fotográfica de retratos del pianista.